# Kaisepakte
Kaisepakte, (samiska:Gáisevárri eller Gáisebákti) är ett högfjäll och en järnvägsstation i Kiruna kommun, cirka 70 kilometer nordväst om Kiruna och cirka 20 km öster om Abisko. Karakteristiskt för Kaisepakte är den branta bergskammen som reser sig nästan vertikalt vid den norra toppen av berget som vetter mot Torneträsk. Kaisepakte har en station längs Malmbanan.